# 529-es busz
Az 529-es jelzésű regionális autóbusz Újszilvás, Jeges és Nagykáta, templom között közlekedik. A járatot a MÁV Személyszállítási Zrt. üzemelteti.

## Története
A korábbi 2415-ös járat 2016. december 11-étől 525-ös, 526-os, 527-es, 528-as és 529-es jelzéssel közlekedik.

## Megállóhelyei
| 529 (Újszilvás, Jeges – Tápiószele, vasútállomás – Farmos, vasúti megállóhely – Nagykáta, templom) | 529 (Újszilvás, Jeges – Tápiószele, vasútállomás – Farmos, vasúti megállóhely – Nagykáta, templom) | 529 (Újszilvás, Jeges – Tápiószele, vasútállomás – Farmos, vasúti megállóhely – Nagykáta, templom) | 529 (Újszilvás, Jeges – Tápiószele, vasútállomás – Farmos, vasúti megállóhely – Nagykáta, templom) | 529 (Újszilvás, Jeges – Tápiószele, vasútállomás – Farmos, vasúti megállóhely – Nagykáta, templom) | 529 (Újszilvás, Jeges – Tápiószele, vasútállomás – Farmos, vasúti megállóhely – Nagykáta, templom) | 529 (Újszilvás, Jeges – Tápiószele, vasútállomás – Farmos, vasúti megállóhely – Nagykáta, templom) | 529 (Újszilvás, Jeges – Tápiószele, vasútállomás – Farmos, vasúti megállóhely – Nagykáta, templom) |
| Sorszám (↓)                                                                                        | Sorszám (↓)                                                                                        | Sorszám (↓)                                                                                        | Megállóhely                                                                                        | Sorszám (↑)                                                                                        | Sorszám (↑)                                                                                        | Átszállási kapcsolatok                                                                             | |
| -------------------------------------------------------------------------------------------------- | -------------------------------------------------------------------------------------------------- | -------------------------------------------------------------------------------------------------- | -------------------------------------------------------------------------------------------------- | -------------------------------------------------------------------------------------------------- | -------------------------------------------------------------------------------------------------- | -------------------------------------------------------------------------------------------------- | -------------------------------------------------------------------------------------------------- |
| 0                                                                                                  | 0                                                                                                  | 0                                                                                                  | Újszilvás, Jeges végállomás                                                                        | 18                                                                                                 | 26                                                                                                 | 524, 525, 528, 531                                                                                 | |
| 1                                                                                                  | 1                                                                                                  | 1                                                                                                  | Újszilvás, plébánia                                                                                | 17                                                                                                 | 25                                                                                                 | 524, 525, 528, 531                                                                                 | |
| 2                                                                                                  | 2                                                                                                  | 2                                                                                                  | Újszilvás, községháza                                                                              | 16                                                                                                 | 24                                                                                                 | 524, 525, 528, 531                                                                                 | |
| 3                                                                                                  | 3                                                                                                  | 3                                                                                                  | Újszilvás, Greman sarok                                                                            | 15                                                                                                 | 23                                                                                                 | 524, 525, 528, 531                                                                                 | |
| 4                                                                                                  | 4                                                                                                  | 4                                                                                                  | Újszilvás, Újföldi iskola                                                                          | 14                                                                                                 | 22                                                                                                 | 524, 525, 528, 531                                                                                 | |
| 5                                                                                                  | 5                                                                                                  | 5                                                                                                  | Újszilvás, Csete sarok                                                                             | 13                                                                                                 | 21                                                                                                 | 524, 525, 528, 531                                                                                 | |
| 6                                                                                                  | 6                                                                                                  | 6                                                                                                  | Újszilvás, Újföld 59 sz.                                                                           | 13                                                                                                 | 20                                                                                                 | 524, 525, 528, 531                                                                                 | |
| 7                                                                                                  | 7                                                                                                  | 7                                                                                                  | Újszilvás, komlószárító                                                                            | 13                                                                                                 | 19                                                                                                 | 524, 525, 528, 531                                                                                 | |
| 8                                                                                                  | 8                                                                                                  | 8                                                                                                  | Tápiószőlősi elágazás                                                                              | 12                                                                                                 | 18                                                                                                 | 521, 524, 525, 526, 527, 528, 531                                                                  | |
| 9                                                                                                  | 9                                                                                                  | 9                                                                                                  | Varga tanya                                                                                        | 11                                                                                                 | 17                                                                                                 | 525, 527                                                                                           | |
| 10                                                                                                 | 10                                                                                                 | 10                                                                                                 | Abonyi út                                                                                          | 10                                                                                                 | 16                                                                                                 | 525, 527                                                                                           | |
| 11                                                                                                 | 11                                                                                                 | 11                                                                                                 | Tápiószele, Pesti út                                                                               | 9                                                                                                  | 15                                                                                                 | 524, 525, 527 1362, 1376                                                                           | |
| 12                                                                                                 | 12                                                                                                 | 12                                                                                                 | Tápiószele, tápiógyörgyei elágazás                                                                 | 8                                                                                                  | 14                                                                                                 | 524, 525, 527                                                                                      | |
| 13                                                                                                 | 13                                                                                                 | 13                                                                                                 | Tápiószele, központ                                                                                | 7                                                                                                  | 13                                                                                                 | 524, 525, 527 1362, 1376                                                                           | |
| 14                                                                                                 | 14                                                                                                 | 14                                                                                                 | Tápiószele, Vörösmarty út                                                                          | 6                                                                                                  | 12                                                                                                 | 524, 525, 527                                                                                      | |
| 15                                                                                                 | 15                                                                                                 | 15                                                                                                 | Tápiószele, vasútállomás végállomás                                                                | 5                                                                                                  | 11                                                                                                 | 524, 525, 527 S60 G60 Z60                                                                          | |
| 16                                                                                                 | 16                                                                                                 | ∫                                                                                                  | Tápiószele, Vetőmag V.                                                                             | ∫                                                                                                  | ∫                                                                                                  | 525, 527                                                                                           | |
| ∫                                                                                                  | ∫                                                                                                  | ∫                                                                                                  | Tápiószele, Vörösmarty út                                                                          | 4                                                                                                  | 10                                                                                                 | 524, 525, 527                                                                                      | |
| ∫                                                                                                  | ∫                                                                                                  | ∫                                                                                                  | Tápiószele, központ                                                                                | 3                                                                                                  | 9                                                                                                  | 524, 525, 527 1362, 1376                                                                           | |
| 17                                                                                                 | 17                                                                                                 | 17                                                                                                 | Farmos, Szelei út                                                                                  | 2                                                                                                  | 8                                                                                                  | 525, 527                                                                                           | |
| 18                                                                                                 | 18                                                                                                 | ∫                                                                                                  | Farmos, községháza                                                                                 | 1                                                                                                  | 7                                                                                                  | 523, 525, 527 1362, 1376                                                                           | |
| 19                                                                                                 | 19                                                                                                 | ∫                                                                                                  | Farmos, vasúti megállóhely végállomás                                                              | 0                                                                                                  | 6                                                                                                  | 523, 525, 527 S60 G60 Z60                                                                          | |
| ∫                                                                                                  | 20                                                                                                 | ∫                                                                                                  | Tápiószentmárton, Tanösvény                                                                        | ∫                                                                                                  | 5                                                                                                  | 525, 527                                                                                           | |
| ∫                                                                                                  | 21                                                                                                 | ∫                                                                                                  | Tápiószentmárton, Göbölyjárás                                                                      | ∫                                                                                                  | 4                                                                                                  | 525, 527                                                                                           | |
| ∫                                                                                                  | 22                                                                                                 | ∫                                                                                                  | Nagykáta, vasútállomás                                                                             | ∫                                                                                                  | 3                                                                                                  | 491, 497, 498, 499, 500, 501, 502, 517, 520, 521, 525, 527 1348 S60 G60 Z60 gyorsvonat             | |
| ∫                                                                                                  | 23                                                                                                 | ∫                                                                                                  | Nagykáta, gimnázium                                                                                | ∫                                                                                                  | 2                                                                                                  | 491, 497, 498, 499, 500, 501, 502, 517, 520, 521, 525, 527                                         | |
| ∫                                                                                                  | 24                                                                                                 | ∫                                                                                                  | Nagykáta, okmányiroda                                                                              | ∫                                                                                                  | 1                                                                                                  | 491, 497, 498, 499, 500, 501, 502, 517, 520, 521, 525, 527                                         | |
| ∫                                                                                                  | 25                                                                                                 | ∫                                                                                                  | Nagykáta, templom végállomás                                                                       | ∫                                                                                                  | 0                                                                                                  | 491, 497, 498, 499, 500, 501, 502, 517, 520, 521, 525 1075, 1348                                   | |